# Lundie Parish Church

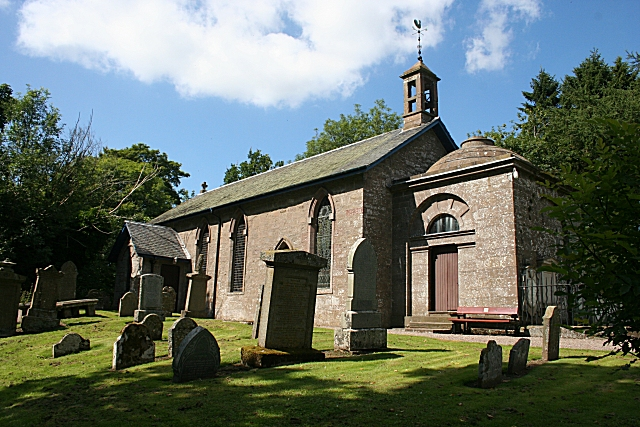
Lundie Parish Church

Die Lundie Parish Church ist ein ehemaliges Kirchengebäude der presbyterianischen Church of Scotland in der schottischen Ortschaft Lundie in der Council Area Angus. 1971 wurde das Bauwerk in die schottischen Denkmallisten in der höchsten Denkmalkategorie A aufgenommen.

## Geschichte
Bereits seit dem 12. Jahrhundert befindet sich eine Kirche am Standort. Wilhelm der Löwe schenkte das Baronat Lundie den Mönchen der Coupar Angus Abbey gegen Ende des Jahrhunderts, welche dort eine dem Märtyrer Laurentius geweihte Kirche errichteten. Möglicherweise diente die Anlage den Mönchen auf ihrem Weg von St Andrews nach Coupar Angus als Wegestation. Im Laufe des 13. Jahrhunderts wurde das Gebäude überarbeitet. 1618 wurde die Kirchengemeinde mit der Nachbargemeinde von Fowlis Easter vereint. Möglicherweise handelt es sich um die früheste Fusion zweier Kirchengemeinden in der Church of Scotland. 1786 wurde die Apsis an der Ostseite entfernt und eine Galerie an der Westseite ergänzt. Seine Witwe ließ 1789 ein Mausoleum für William Duncan, 1. Baronet, den Leibarzt Georg III., errichten.
Obschon heute noch Fragmente der mittelalterlichen romanischen Kirche erhalten sind, erhielt die Pfarrkirche in zwei Bauphasen im Laufe des 19. Jahrhunderts ihr heutiges Aussehen. 1846 wurde die Lundie Parish Church teilweise neu aufgebaut und 1892 durch Thomas Saunders Robertson überarbeitet. Die spätere Phase umfasste auch die Umgestaltung des Mausoleums zu einer Sakristei. Die dort bestatteten Personen wurden hierzu in das neu errichtete, klassizistische Duncan Mausoleum umgebettet. Auch der Dachreiter mit offenem Geläut stammt aus dieser Zeit.
Das zwischenzeitlich profanierte Kirchengebäude wurde im November 2021 für 40.000 £ versteigert. Geplant war in dem Gebäude Wohnraum zu schaffen. Am 18. November 2022 verheerte ein Brand das Gebäude.